# Guvernul neerlandez în exil

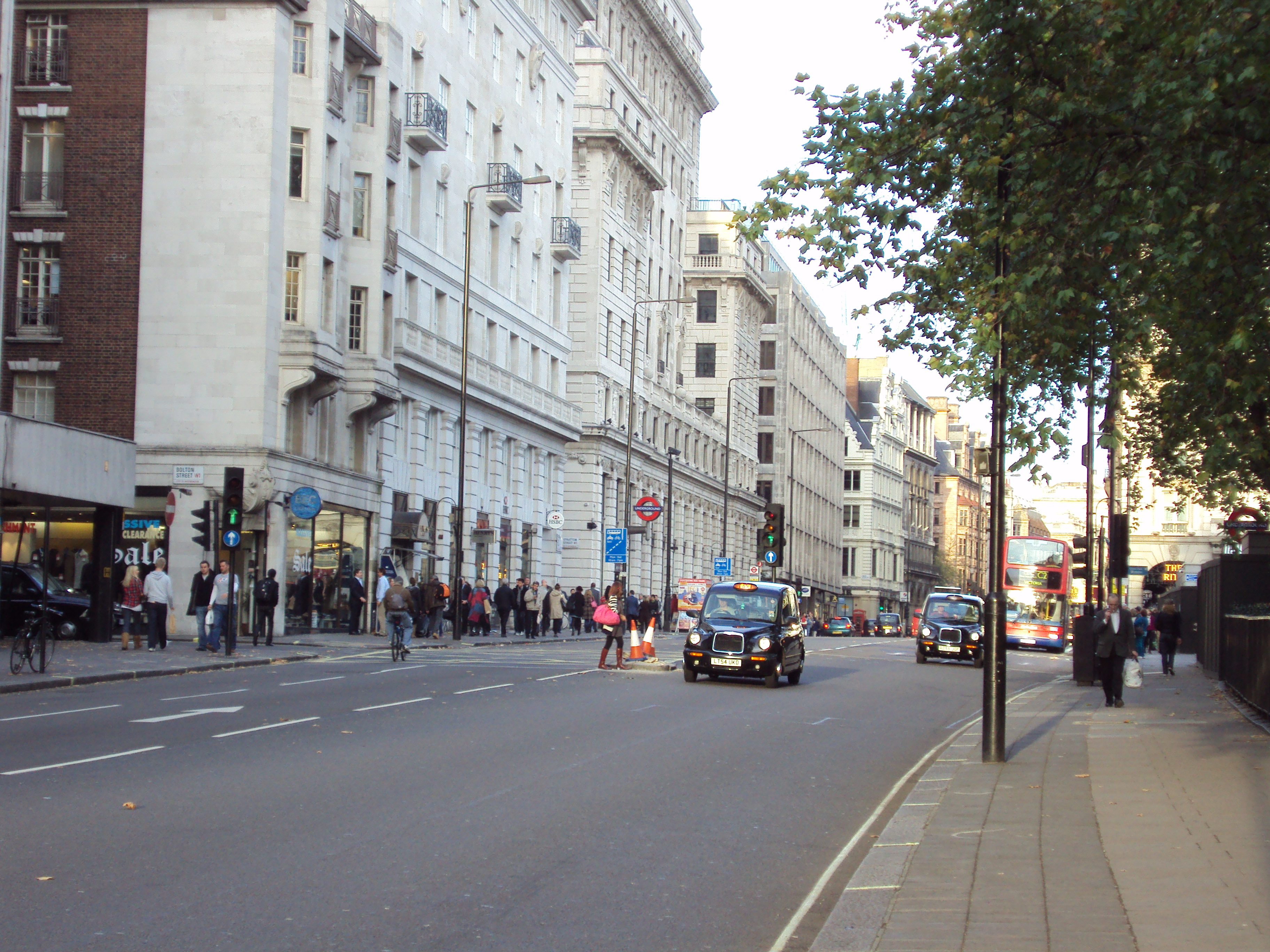
Stratton House din Piccadilly, în apropiere de Green Park, unde s-a aflat sediul guvernului neerlandez în exil

Guvernul neerlandez în exil (în neerlandeză Nederlandse regering in ballingschap), cunoscut, de asemenea, sub numele de Cabinetul de la Londra (în neerlandeză Londens cabinet) a fost guvernul în exil al Țărilor de Jos, condus de regina Wilhelmina, care a fost evacuat la Londra după invazia germană a țării în timpul celui de-al Doilea Război Mondial pe 10 mai 1940.

## Context politic și plecarea în exil
Înaintea anului 1940, Țările de Jos erau un stat neutru, care avea în general relații bune cu Germania. În cursul celui de-al Doilea Război Mondial, Germania a invadat Țările de Jos, care s-a predat câteva zile mai târziu deoarece armata neerlandeză se afla în imposibilitatea de a rezista atacului în stil blitzkrieg al Germaniei. În mai 1940, la doar câteva zile după atac, regina Wilhelmina a părăsit țara și s-a refugiat la Londra. Guvernul neerlandez condus de primul ministru De Geer o va urma o zi mai târziu, după invazia germană. Guvernul și-a stabilit sediul în Stratton House din Piccadilly, Londra, peste drum de Green Park. Inițial, speranța lor era că Franța se va regrupa și va elibera Țările de Jos. Deși a existat o încercare în această direcție, ea a eșuat curând deoarece forțele Aliate au fost înconjurate și forțate să evacueze la Dunkerque. Forțele armate neerlandeze din Țările de Jos, cu excepția celor din Zeeland, s-au predat pe 15 mai 1940. În Marea Britanie, regina Wilhelmina a preluat conducerea guvernului neerlandez în exil. 
Guvernul în exil s-a confruntat în curând cu o dilemă. După ce Franța a fost învinsă, guvernul regimului de la Vichy care a venit la putere a colaborat cu Hitler. Acest lucru a dus la un conflict între De Geer și regină. De Geer a vrut să se întoarcă în Țările de Jos și să colaboreze cu ocupanții. Guvernul în exil controla încă Indiile de Est Neerlandeze, cu toate resursele sale: teritoriul de peste mări era al treilea cel mai mare producător de petrol al timpului (după SUA și URSS). Wilhelmina a înțeles că dacă Țările de Jos ar colabora cu Germania, Indiile de Est Neerlandeze se vor preda Japoniei, așa cum s-a predat Indochina Franceză din ordinul guvernului de la Vichy.

## Exilul la Londra

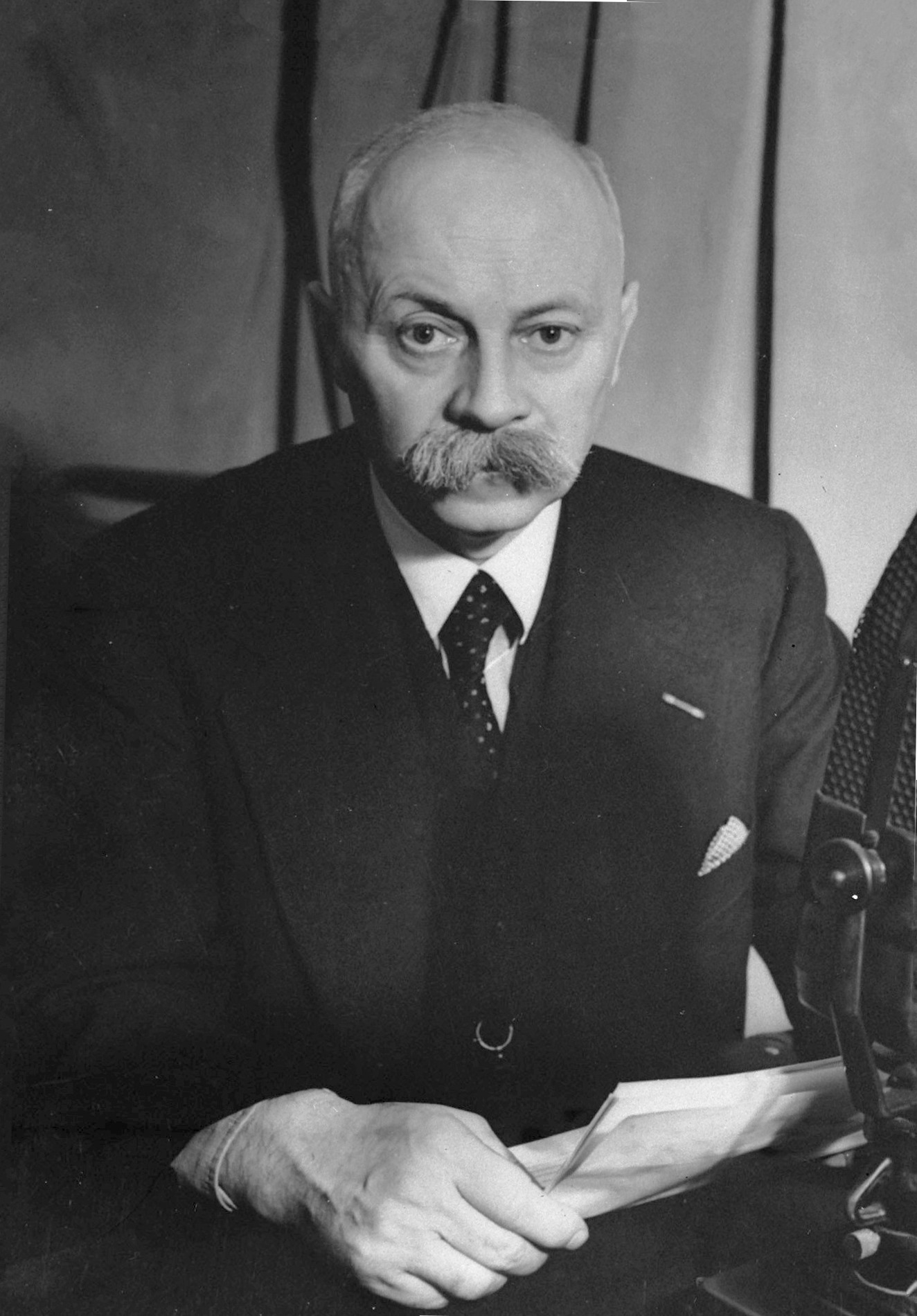
Pieter Sjoerds Gerbrandy, prim-ministru al guvernului în exil, fotografie din 1941

Pentru că speranța pentru eliberarea Țărilor de Jos era acum intrarea SUA sau URSS în război, regina l-a demis pe primul ministru De Geer și l-a înlocuit cu Pieter Sjoerds Gerbrandy, care a lucrat cu Churchill și cu Roosevelt pentru a pregăti intrarea SUA în război. Aruba și Curaçao, care dețineau mai multe rafinării de petrol, au fost importanți furnizori de produse petroliere către Aliați. Aruba a devenit protectorat britanic între 1940 și 1942 și protectorat american din 1942 până în 1945. Pe 23 noiembrie 1941, în cadrul unui acord cu guvernul neerlandez în exil, Statele Unite ale Americii au ocupat Guyana Neerlandeză pentru a proteja minele de bauxită. Un boicot petrolier a fost impus Japoniei, care a contribuit la declanșarea atacului de la Pearl Harbor. 
În septembrie 1944, guvernele în exil ale Belgiei, Țărilor de Jos și Luxemburgului au început să elaboreze un acord cu privire la crearea Uniunii Vamale Benelux. Acordul a fost semnat la Convenția Vamală de la Londra din 5 septembrie 1944.
Această acțiune neobișnuită a reginei a fost ulterior ratificată de Parlamentul Țărilor de Jos în 1946. Churchill a numit-o atunci pe regină „singurul bărbat din guvernul neerlandez”.
După încheierea celui de-al Doilea Război Mondial, Wilhelmina și guvernul său au revenit din exil pentru a restabili un regim mai democratic decât fusese anterior.